# Acacia colletioides
Acacia colletioides är en ärtväxtart som beskrevs av George Bentham. Acacia colletioides ingår i släktet akacior, och familjen ärtväxter. Inga underarter finns listade i Catalogue of Life.